# 4th of July (Fireworks)
„4th of July (Fireworks)“ je píseň americké popové zpěvačky Kelis. Píseň pochází z jejího pátého studiového alba Flesh Tone. Produkce se uall producent DJ Ammo.

## Video
Video bylo režíroval Kelis, John „Rankin“ Waddell a Nicole Ehrlich v poušti mimo Los Angeles. Video zobrazuje Kelis jako čtyři přírodní elementy (Země, vítr, voda a oheň). Video mělo premiéru 16. června na YouTube a na Vevu.

## Hitparáda
| Žebříček  | Příčka |
| --------- | ------ |
| Anglie    | 32     |
| Slovensko | 37     |
| Česko     | 41     |